# Тахман, Захарий Срулевич
Заха́рий Сру́левич (Изра́илевич) Та́хман (род. 1935, Кишинёв) — молдавский и советский шашист.

## Биография
Двенадцатикратный чемпион Молдавии по международным шашкам, чемпион Молдавии по русским шашкам. Дважды занимал второе место на чемпионатах СССР по шашкам по переписке, дважды принимал участие в чемпионатах мира по шашкам по переписке (4-е и 5-е места).
Занимался в шашечном кружке при кишинёвском Дворце пионеров, сначала русскими, затем стоклеточными шашками. Закончил экономический факультет Кишинёвского университета. Работал старшим экономистом Кишинёвской мебельной фабрики № 2.
Кандидат в мастера спорта (1955), мастер спорта СССР (1960).
Автор книги «Комбинаций ши капкане ын жокул де даме интернационал» (Комбинации и ловушки в международных шашках, Кишинёв: Картя молдовеняскэ, 1983, на молдавском языке, в выходных данных книги — Зиновий Израилевич Тахман).
Эмигрировал в Германию, где продолжил выступления в турнирах.

## Семья
Отец — Израиль Янкелевич Тахман (1909—?), участник Великой Отечественной войны.